# Velvyslanectví Španělského království v Česku
Velvyslanectví Španělského království v České republice (španělsky Embajada de España en la República Checa) je nejvyšším právním zastoupením Španělského království v České republice. Oficiální sídlo je v Badeniho ulici 401/4, Praze 7-Holešovicích.
Současným velvyslancem je Alberto Moreno Humet, který byl jmenován vládou Pedra Sáncheze 7. září 2022.

## Historie

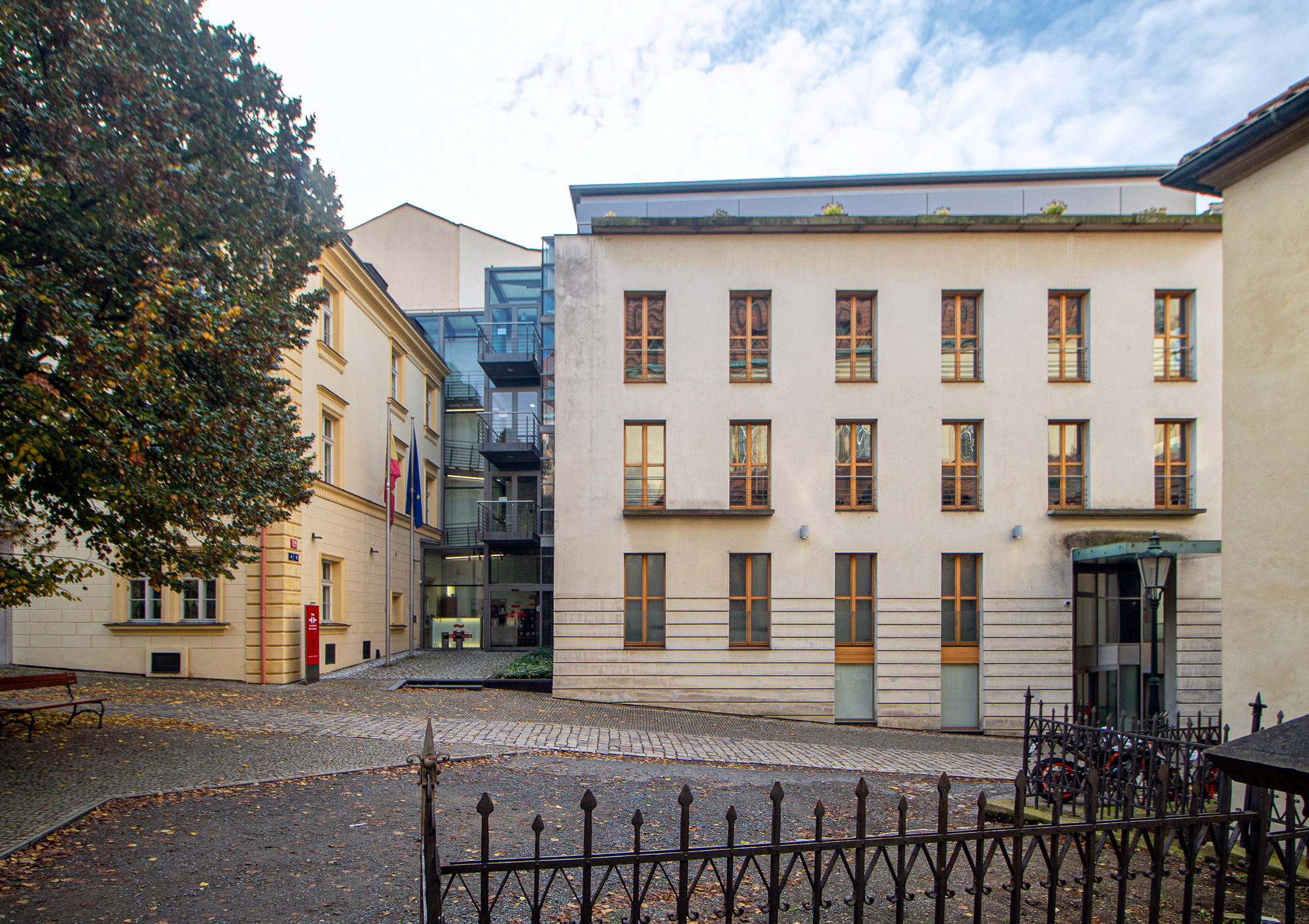
Pražská pobočka Instituto Cervantes
Zastoupení Španělského království v Česku soustřeďuje své zastoupení na velvyslanectví v Praze. Zdejší ambasáda byla založena v roce 1977, kdy začaly vztahy mezi Španělskem a tehdejší ČSSR, v návaznosti na španělské vyslanectví v Československu, které fungovalo v letech 1919 až 1938.
Španělského velvyslanectví v Praze je přímým nástupce Španělského velvyslanectví v Československu po rozdělení v roce 1993.
Ekonomické a obchodní oddělení španělského velvyslanectví se nachází v Klimentské ulici v Praze 1 a další pobočka je na Novém Městě v Praze 2 v ulici Na Rybníčku 6 (v budově Institutu Miguela Cervantese).